# Erica Morningstar
Erica Morningstar, née le 3 mars 1989 à Regina, est une nageuse canadienne.

## Carrière
En 2006, lors des Championnats pan-pacifiques, elle est médaillée d'argent au relais 4 x 100 m nage libre puis de bronze sur cette même épreuve aux Jeux du Commonwealth de 2006. 
En 2007, elle prend part aux Championnats du monde et prend notamment la cinquième place du 100 m nage libre.
En 2008, elle participe aux Jeux olympiques de Pékin où elle est part du relais 4 x 100 m nage libre qui finit 8e et du relais 4 x 100 m quatre nages qui finit 7e. Elle est aussi demi-finaliste du 100 m nage libre (15e).
Aux Championnats pan-pacifiques 2010, elle gagne la médaille de bronze au relais 4 x 100 m nage libre.
Aux Jeux olympiques d'été de 2012, elle est 17e du 200 m quatre nages.